# Antoine-Alphonse Montfort

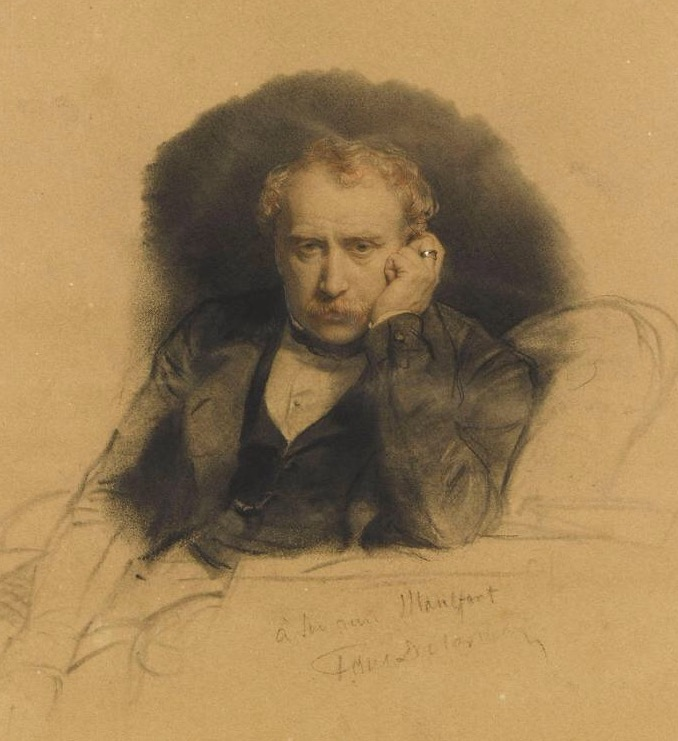
Antoine-Alphonse Montfort; portret pędzla Paula Delaroche

Antoine-Alphonse Montfort (ur. 3 kwietnia 1802, zm. 28 września 1884) – francuski malarz, zasłynął jako twórca dzieł o tematyce orientalistycznej i scen rodzajowych.

## Życiorys
Urodził się w Paryżu. W roku 1816, został uczniem Horacego Verneta. Po 1820, został zatrudniony w pracowni Antoine-Jeana Grosa. Jego mentorem był także Théodore Géricault.
Od 1827 do 1828, pod opieką Verneta, pełnił funkcję malarza okrętowego na fregacie La Victorieuse i odbył żeglugę po Morzu Śródziemnym, odwiedzając Korsykę, Maltę, wyspy greckie, Istanbul, wybrzeża Syrii i Egiptu. Następnie, w latach 1837–1838, brał udział w ekspedycji do Syrii, Libanu i Palestyny. While there, he dressed as a native, podróżował z karawanami, mieszkał w namiocie i uczył się arabskiego. Pozostawił po sobie szczegółowy dziennik podróżny znajdujący się obecnie w zbiorach Bibliothèque nationale de France. Szkice, które wtedy wykonał służyły mu za źródło malarskiej inspiracji do końca życia.
Jego pierwsza wystawa w Salonie odbyła się w roku 1835 od tamtej pory prezentował swoje dzieła regularnie aż do roku  1881. Przez wiele lat Montfort był nauczycielem na École Nationale Supérieure des Beaux-Arts. W zbiorach muzeum w Luwrze znajduje się 917 oryginalnych rysunków jego autorstwa podarowanych przez jednego z siostrzeńców malarza. Wszystkie szkice i obrazy Montforta charakteryzują się szczegółowym odtworzeniem detali etnograficznych oraz odejściem od romantycznej idealizacji przedstawienia.
Antoine-Alphonse Montfort zmarł w Paryżu w roku 1884.

## Wybrane obrazy

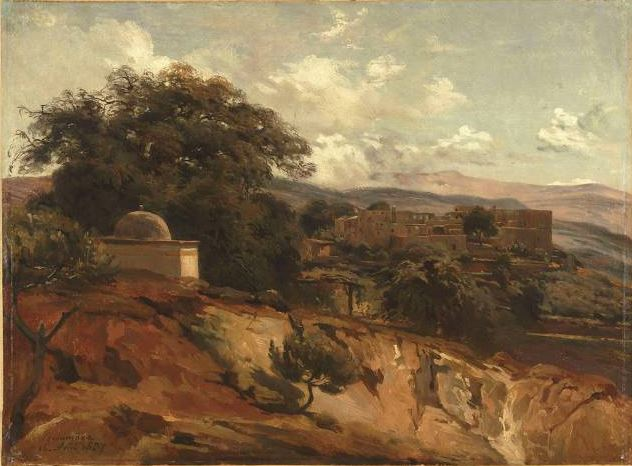
Widok Brummany
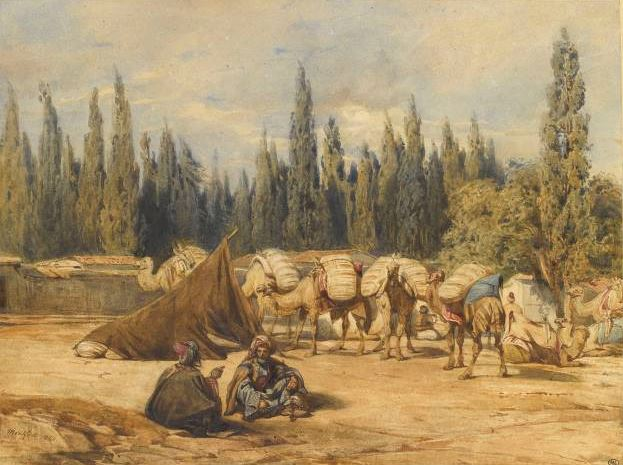
Odpoczywająca karawana
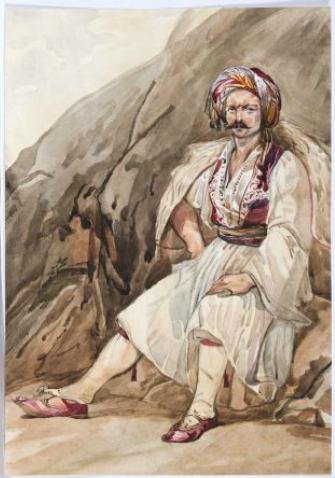
Grecki żołnierz
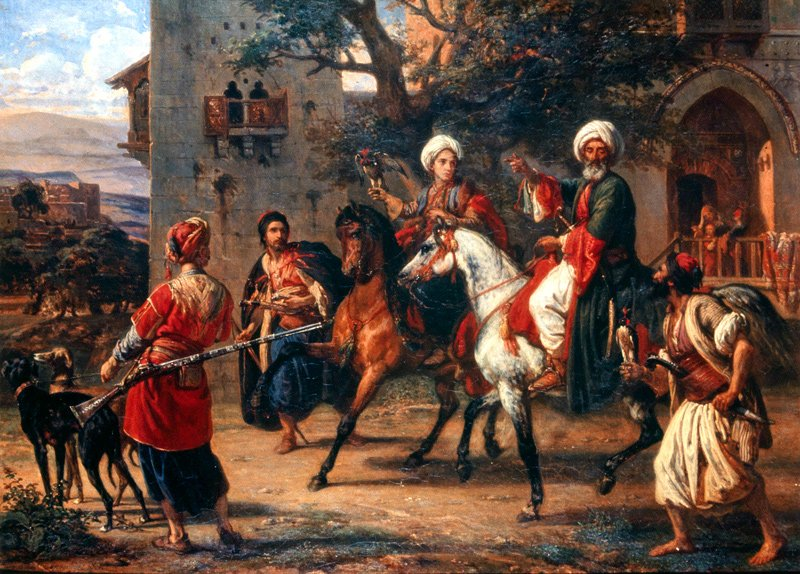
Wyjazd na polowanie z sokołem